# Bass Sultan Hengzt/Diskografie
Diese Diskografie ist eine Übersicht über die musikalischen Werke des deutschen Rappers Bass Sultan Hengzt.

## Alben

### Studioalben
| Jahr | Titel Musiklabel                                                 | Höchstplatzierung, Gesamtwochen, AuszeichnungChartplatzierungen (Jahr, Titel, Musiklabel, Platzierungen, Wochen, Auszeichnungen, Anmerkungen) | Höchstplatzierung, Gesamtwochen, AuszeichnungChartplatzierungen (Jahr, Titel, Musiklabel, Platzierungen, Wochen, Auszeichnungen, Anmerkungen) | Höchstplatzierung, Gesamtwochen, AuszeichnungChartplatzierungen (Jahr, Titel, Musiklabel, Platzierungen, Wochen, Auszeichnungen, Anmerkungen) | Anmerkungen                                                    |
| Jahr | Titel Musiklabel                                                 | DE | AT | CH | Anmerkungen                                                    |
| ---- | ---------------------------------------------------------------- | --- | --- | --- | -------------------------------------------------------------- |
| 2003 | Rap braucht kein Abitur Amstaff (Amstaff)                        | — | — | — | Erstveröffentlichung: 6. Oktober 2003 indiziert                |
| 2005 | Rap braucht immer noch kein Abitur Amstaff • Ersguterjunge (UMG) | DE74 (1 Wo.)DE | — | — | Erstveröffentlichung: 9. Mai 2005 ca. 8.000 Einheiten verkauft |
| 2006 | Berliner Schnauze Amstaff • MurderBass (Soulfood)                | DE28 (9 Wo.)DE | — | — | Erstveröffentlichung: 3. März 2006 indiziert                   |
| 2007 | Der Schmetterlingseffekt Amstaff • MurderBass (Soulfood)         | DE29 (2 Wo.)DE | — | — | Erstveröffentlichung: 14. September 2007 indiziert             |
| 2009 | Zahltag MurderBass (GA)                                          | DE33 (1 Wo.)DE | — | CH56 (1 Wo.)CH | Erstveröffentlichung: 8. Mai 2009 indiziert                    |
| 2014 | Endlich erwachsen No Limits (GA)                                 | DE3 (3 Wo.)DE | AT6 (2 Wo.)AT | CH26 (1 Wo.)CH | Erstveröffentlichung: 18. April 2014                           |
| 2015 | Musik wegen Weibaz No Limits (GA)                                | DE18 (1 Wo.)DE | AT45 (1 Wo.)AT | CH72 (1 Wo.)CH | Erstveröffentlichung: 15. Mai 2015                             |
| 2017 | 2ahltag: Riot No Limits (GA)                                     | DE5 (2 Wo.)DE | AT9 (1 Wo.)AT | CH15 (2 Wo.)CH | Erstveröffentlichung: 24. Februar 2017                         |
| 2019 | Bester Mann No Limits (GA)                                       | DE21 (1 Wo.)DE | — | CH58 (1 Wo.)CH | Erstveröffentlichung: 25. Januar 2019                          |
| 2020 | Macho No Limits (GA)                                             | DE27 (1 Wo.)DE | — | — | Erstveröffentlichung: 18. September 2020                       |
| 2021 | Ketten raus Kragen hoch Maskulin (UMG)                           | DE80 (1 Wo.)DE | AT45 (1 Wo.)AT | CH39 (1 Wo.)CH | Erstveröffentlichung: 18. Juni 2021                            |

### Kollaboalben
| Jahr | Titel                                          | Höchstplatzierung, Gesamtwochen, AuszeichnungChartplatzierungen (Jahr, Titel, Platzierungen, Wochen, Auszeichnungen, Anmerkungen) | Höchstplatzierung, Gesamtwochen, AuszeichnungChartplatzierungen (Jahr, Titel, Platzierungen, Wochen, Auszeichnungen, Anmerkungen) | Höchstplatzierung, Gesamtwochen, AuszeichnungChartplatzierungen (Jahr, Titel, Platzierungen, Wochen, Auszeichnungen, Anmerkungen) | Anmerkungen                                                             |
| Jahr | Titel                                          | DE | AT | CH | Anmerkungen                                                             |
| ---- | ---------------------------------------------- | --- | --- | --- | ----------------------------------------------------------------------- |
| 2002 | Berlin bleibt hart I Luv Money (Distributionz) | — | — | — | Erstveröffentlichung: 30. September 2002 mit King Orgasmus One          |
| 2004 | Von Bezirk zu Bezirk Amstaff (Distributionz)   | — | — | — | Erstveröffentlichung: 1. November 2004 mit MC Bogy                      |
| 2022 | Cancel Culture Nightmare Maskulin (UMG)        | DE3 (4 Wo.)DE | AT22 (1 Wo.)AT | CH5 (2 Wo.)CH | Erstveröffentlichung: 28. Januar 2022 als Sultan Hengzt mit Frank White |
| 2023 | Welle Vol. 1 Maskulin (UMG)                    | DE17 (1 Wo.)DE | — | CH73 (1 Wo.)CH | Erstveröffentlichung: 5. Mai 2023 mit Fler & Rosa                       |

## Singles

### Als Leadmusiker
| Jahr | Titel Album                               | Höchstplatzierung, Gesamtwochen, AuszeichnungChartplatzierungen (Jahr, Titel, Album, Platzierungen, Wochen, Auszeichnungen, Anmerkungen) | Höchstplatzierung, Gesamtwochen, AuszeichnungChartplatzierungen (Jahr, Titel, Album, Platzierungen, Wochen, Auszeichnungen, Anmerkungen) | Höchstplatzierung, Gesamtwochen, AuszeichnungChartplatzierungen (Jahr, Titel, Album, Platzierungen, Wochen, Auszeichnungen, Anmerkungen) | Anmerkungen                                                                          |
| Jahr | Titel Album                               | DE | AT | CH | Anmerkungen                                                                          |
| --- | ----------------------------------------- | --- | --- | --- | ------------------------------------------------------------------------------------ |
| 2006 | Berliner Schnauze                         | DE95 (2 Wo.)DE | — | — | Erstveröffentlichung: 27. Januar 2006                                                |
| 2006 | Millionär Berliner Schnauze               | DE44 (9 Wo.)DE | — | — | Erstveröffentlichung: 7. April 2006                                                  |
| 2007 | Der Schmetterlingseffekt                  | DE81 (3 Wo.)DE | — | — | Erstveröffentlichung: 31. August 2007                                                |
| 2014 | Joko Diss –                               | DE24 (2 Wo.)DE | AT18 (2 Wo.)AT | CH35 (1 Wo.)CH | Erstveröffentlichung: 15. April 2014 mit Eko Fresh, Frauenarzt und Manny Marc        |
| 2014 | Elefant –                                 | — | — | — | Erstveröffentlichung: 18. April 2014                                                 |
| 2019 | Fanboy –                                  | — | — | — | Erstveröffentlichung: 3. Oktober 2019 mit Fler                                       |
| 2020 | Hahn im Korb –                            | — | — | — | Erstveröffentlichung: 16. April 2020                                                 |
| 2020 | Flashbacks Macho                          | — | — | — | Erstveröffentlichung: 28. Mai 2020                                                   |
| 2020 | Wer macht Berlin wieder hart Macho        | — | — | — | Erstveröffentlichung: 1. Juli 2020                                                   |
| 2020 | In mir spiegelt sich die Strasse Macho    | — | — | — | Erstveröffentlichung: 13. August 2020                                                |
| 2020 | Strassen ABC Macho                        | — | — | — | Erstveröffentlichung: 3. September 2020                                              |
| 2021 | Ghettomillionär Ketten raus Kragen hoch   | — | — | — | Erstveröffentlichung: 13. Mai 2021                                                   |
| 2021 | Lost Boy Ketten raus Kragen hoch          | — | — | — | Erstveröffentlichung: 3. Juni 2021                                                   |
| 2021 | Underclass Cancel Culture Nightmare       | DE79 (1 Wo.)DE | — | — | Erstveröffentlichung: 3. September 2021 mit Frank White                              |
| 2021 | Sternklare Nacht Cancel Culture Nightmare | DE— aDE | — | — | Erstveröffentlichung: 7. Oktober 2021 mit Frank White                                |
| 2021 | Mondlicht Cancel Culture Nightmare        | — | — | — | Erstveröffentlichung: 23. Dezember 2021 mit Frank White                              |
| 2021 | Director’s Cut Cancel Culture Nightmare   | — | — | — | Erstveröffentlichung: 23. Dezember 2021 mit Frank White                              |
| 2022 | Kein Star Cancel Culture Nightmare        | DE— bDE | — | — | Erstveröffentlichung: 13. Januar 2022 mit Frank White                                |
| Folgende Lieder erschienen nicht als Single, wurden aber durch das Album zum Download und Streaming bereitgestellt und konnten somit eine Platzierung erlangen: |                                           | | | |                                                                                      |
| |                                           | | | |                                                                                      |
| 2021 | Eines Tages Widder                        | DE70 (1 Wo.)DE | — | — | Charteinstieg: 2. April 2021 Fler feat. Sido, Bass Sultan Hengzt und Cassandra Steen |

### Als Gastmusiker
| Jahr | Titel Album              | Höchstplatzierung, Gesamtwochen, AuszeichnungChartplatzierungen (Jahr, Titel, Album, Platzierungen, Wochen, Auszeichnungen, Anmerkungen) | Höchstplatzierung, Gesamtwochen, AuszeichnungChartplatzierungen (Jahr, Titel, Album, Platzierungen, Wochen, Auszeichnungen, Anmerkungen) | Höchstplatzierung, Gesamtwochen, AuszeichnungChartplatzierungen (Jahr, Titel, Album, Platzierungen, Wochen, Auszeichnungen, Anmerkungen) | Anmerkungen                                                                          |
| Jahr | Titel Album              | DE | AT | CH | Anmerkungen                                                                          |
| ---- | ------------------------ | --- | --- | --- | ------------------------------------------------------------------------------------ |
| 2019 | Indexmusik –             | — | — | — | Erstveröffentlichung: 25. August 2019 Julien Boss feat. Bass Sultan Hengzt           |
| 2020 | Olajuwon Super Genkidama | DE59 (1 Wo.)DE | — | — | Erstveröffentlichung: 31. Juli 2020 Farid Bang feat. Bass Sultan Hengzt, Sipo & Fler |

## Promoveröffentlichungen

### EPs
| Jahr | Titel Musiklabel      | Anmerkungen                                                 |
| ---- | --------------------- | ----------------------------------------------------------- |
| 2010 | Homework Selbstverlag | Erstveröffentlichung: 3. November 2010 kostenloser Download |

### Freetracks
- 2004: Untergrund Dizz (feat. Serk)
- 2006: Fick Bushido (Titel gegen Bushido)
- 2006: Freund oder Feind 2
- 2006: Einzelkampf
- 2006: Schläger gegen Streber (feat. Fler)
- 2009: Sein Leben lang (feat. Serk)

### Juice Exclusives
- 2005: Fick den Index (Juice-Exclusive! auf Juice-CD #53)
- 2006: Mein Leserbrief (Juice-Exclusive! auf Juice-CD #61)
- 2007: Es gibt wieder Zeugnisse (Juice-Exclusive! auf Juice-CD #75)
- 2009: Meine Stadt (feat. Juvel, Azad und Manuellsen) (Juice-Exclusive! auf Juice-CD #96)

## Videoalben
| Jahr | Titel              | Anmerkungen                                                                             |
| ---- | ------------------ | --------------------------------------------------------------------------------------- |
| 2006 | Berlin bleibt hart | Erstveröffentlichung: 24. Februar 2006 Tour-DVD mit Frauenarzt, Mr. Long und Automatikk |

## Statistik

### Chartauswertung
|                     | DE     | AT    | CH    |
| ------------------- | ------ | ----- | ----- |
| Nummer-eins-Alben   | DE—DE  | AT—AT | CH—CH |
| Top-10-Alben        | DE3DE  | AT2AT | CH1CH |
| Alben in den Charts | DE11DE | AT5AT | CH7CH |

|                       | DE    | AT    | CH    |
| --------------------- | ----- | ----- | ----- |
| Nummer-eins-Singles   | DE—DE | AT—AT | CH—CH |
| Top-10-Singles        | DE—DE | AT—AT | CH—CH |
| Singles in den Charts | DE7DE | AT1AT | CH1CH |